# Lustrochernes concinnus
Lustrochernes concinnus är en spindeldjursart som beskrevs av Clarence Clayton Hoff 1947. Lustrochernes concinnus ingår i släktet Lustrochernes och familjen blindklokrypare. Inga underarter finns listade i Catalogue of Life.